# Loma Linda (Missouri)
Loma Linda é uma cidade  localizada no estado americano de Missouri, no Condado de Newton.

## Demografia
Segundo o censo americano de 2000, a sua população era de 507 habitantes.
Em 2006, foi estimada uma população de 634, um aumento de 127 (25.0%).

## Geografia
De acordo com o United States Census Bureau tem uma área de
9,3 km², dos quais 9,3 km² cobertos por terra e 0,0 km² cobertos por água.

## Localidades na vizinhança
O diagrama seguinte representa as localidades num raio de 12 km ao redor de Loma Linda.